# يوم ذي حماط
يوم ذي حمَاط وهي معركة ويوم من أيام العرب بين قبيلة هذيل وبين قبيلة بنو فهم في منطقة تسمى ذي حماط قرب وهي بئر وأرض قرب مدينة الليث اليوم قال أبو عبيدة «ذي حماط بفتح أوله، وبالطاء المهملة أيضا، على وزن فعال: ماء بصدر الليث».

## خبرها
ذكر الأديب أبو سعيد السكري في خبر خروج غازية من هذيل ثم احد بني قريم الى ماء يسمى ذي حماط بالقرب من الليث يريدون العثور على بنو فهم وبالجهة الأخرى خرجت غازية من بني عدي من فهم تبحث عنهم فالتقى الجيشان في منطقة ذي حماط فقتلتهم هذيل ولم يبقى من غازية فهم الا رجل واحد فقط قال الحَسَنُ بن الحُسَيْن الأزدي «فقتلتهم بنو قريم - من هذيل - فلم يبقوا منهم غير رجل واحد من بني هلال بن علقمة أعجزا عريانا». فقال سلمى بن المقعد شاعر هذيل وكان قائدهم في المعركة.